# Landing Vehicle Tracked

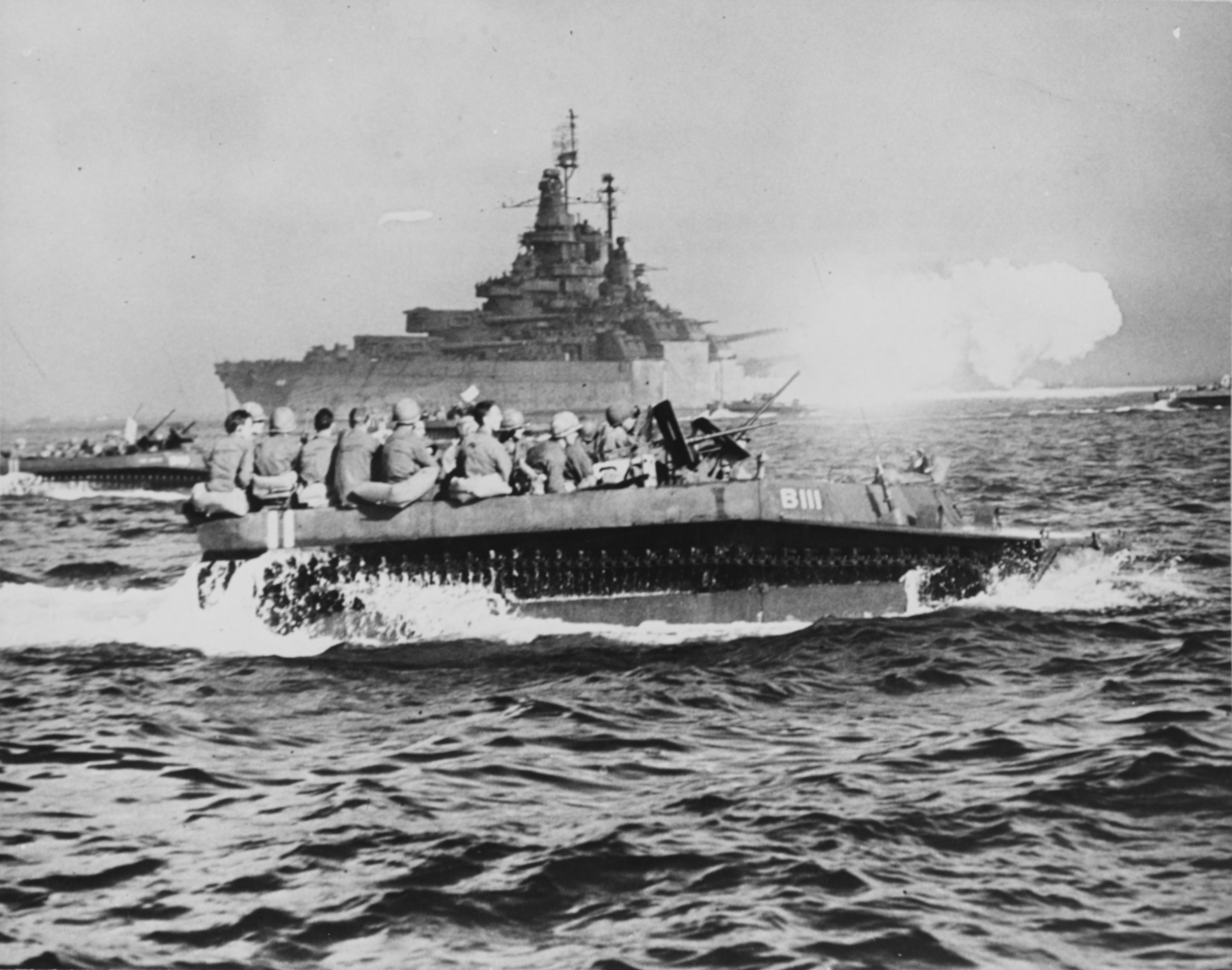
Ein LVT-4 während der Invasion von Okinawa am 1. April 1945. Im Hintergrund das Schlachtschiff Tennessee.

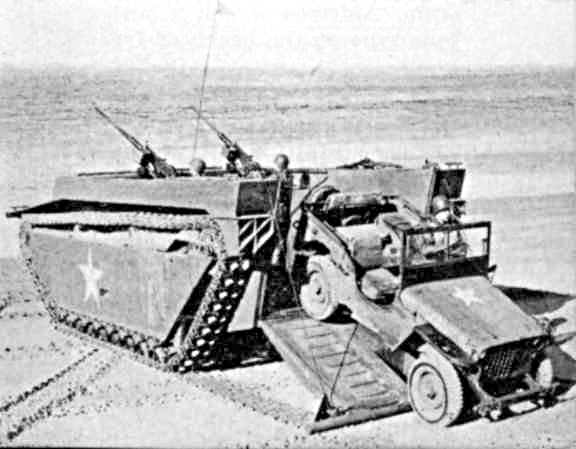
Ein Jeep wird über die Heckrampe eines LVT-4 entladen

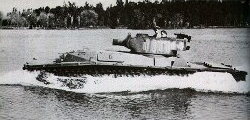
Ein LVT(A)-4 während der Wasserfahrt

Das Landing Vehicle Tracked (LVT; aus der weiteren Zusatzbezeichnung amphibious tractor entstanden die weitläufig bekannten Namen amphtrack, amtrac oder amtrak) war ein von Donald Roebling entworfenes kettenbetriebenes Amphibienfahrzeug, das hauptsächlich von der US Navy und dem US Marine Corps sowie in geringeren Stückzahlen auch von der US Army und den Alliierten während des Zweiten Weltkrieges eingesetzt wurde. Die überwiegende Mehrheit dieser Schwimmpanzer wurde im Pazifikkrieg verwendet. Dort konnten sie über die unter Wasser befindlichen Korallenriffe fahren, die herkömmliche Boote gestoppt hätten. Auf dem europäischen Kriegsschauplatz wurde selten auf diese Fahrzeuge zurückgegriffen (z. B. Operation Varsity). Die LVTs wurden nach Ende des Zweiten Weltkrieges mehrmals umgerüstet und kamen auch während des Koreakrieges zum Einsatz. Die von 1942 bis 1945 laufende Produktion brachte insgesamt 18.621 dieser Fahrzeuge in den unterschiedlichsten Varianten hervor.
Die amtracs wurden von Major General Roy S. Geiger, Befehlshaber des III. Amphibious Corps, während der Schlacht um Okinawa als „work horses of the Marine Corps“ (dt.: „Arbeitspferde des Marine Corps“) bezeichnet. Lieutenant General Holland M. Smith formulierte die Bedeutung dieses Fahrzeuges 1949 folgendermaßen:

“The development of the amphibian tractor, or LVT, which began in the middle 1930s provided the solution and was one of the most important modern technical contributions to ships-to-shore operations. Without these landing vehicles our amphibious offensive in the Pacific would have been impossible.”

„Die Entwicklung des amphibischen Traktors, oder LVT, die Mitte der 1930er-Jahre begann, […] war einer der wichtigsten modernen technischen Beiträge zur Durchführung von Landungsoperationen. Ohne diese Landungsfahrzeuge wäre die amphibische Offensive im Pazifik unmöglich gewesen.“

Ab 1953 wurden sie durch die von Grund auf neu entwickelte LVT-5-Familie ersetzt. Die aktuell im Dienst befindliche 3. Generation, die auf dem Landing Vehicle Tracked beruht, ist das AAV7.

## Entwicklungsgeschichte

### Okeechobee-Hurrikan
Als Auslöser zur Entwicklung des LVT gilt der Okeechobee-Hurrikan, der am 16. September 1928 auf das nordamerikanische Festland traf. Zuvor hatte er in der Karibik eine Schneise der Verwüstung hinterlassen. So starben 600 Menschen auf Guadeloupe und 300 weitere auf Puerto Rico, wo er zusätzlich 200.000 Obdachlose hinterließ. Unter anderem verwüstete er verschiedene Boomtowns in den Everglades, die vornehmlich von wohlhabenden Nordstaatlern bewohnt waren. Einer der Betroffenen war John August Roebling II., ein bekannter Geschäftsmann und Philanthrop sowie Enkelsohn von John Augustus Roebling, dem Konstrukteur der New Yorker Brooklyn Bridge. Seine in Lake Placid, 56 km nordwestlich vom Lake Okeechobee, gelegene Winterresidenz wurde zu dieser Zeit gerade umgebaut. Die am Umbau beteiligten Arbeiter wurden von Roebling in die Katastrophenregion beordert, um Hilfe zu leisten. Als sie einige Tage später zurückkehrten, konnten sie nur über die schwierigen Bedingungen berichten, mit denen sie – letztlich erfolglos – kämpften, denn die Rettungsmannschaften kamen mit ihren Booten und Räderfahrzeugen nur schleppend auf den matschigen und überfluteten Straßen voran. Einer der Arbeiter bemerkte Roebling gegenüber, dass man mit einem Fahrzeug, welches sowohl Straßen als auch Sumpf und tiefe Wasserpassagen hätte überwinden können, viele Menschenleben hätte retten können.

### Interesse beim Militär
John A. Roebling erkannte den lukrativen und dazu noch unerschlossenen Markt für ein solches Rettungsfahrzeug und beauftragte im Jahre 1932 seinen damals 23-jährigen Sohn Donald Roebling mit der Umsetzung seiner Vision, der zu diesem Zeitpunkt mit dem Bau seiner Villa in Clearwater, unweit des Lake Okeechobee, beschäftigt war. Die Entwicklungs- und Produktionskosten wollte bis zur Marktreife dieses Fahrzeuges Roebling senior übernehmen. Die nächsten zwei Jahre verbrachten Donald Roebling und ein kleiner Mitarbeiterstab auf seinem Anwesen. In der dort errichteten Werkstatt bauten sie den ersten Prototyp namens Alligator I und führten im hauseigenen Swimmingpool die ersten Schwimmversuche durch. Dieser erste Entwurf entsprach in Aussehen und Fahrleistung allerdings noch keineswegs einem Rettungsfahrzeug. Nach weiteren Arbeiten konnte sein Alligator IV alle Erwartungen erfüllen.
Am 4. Oktober 1937 erschien ein zweiseitiger Artikel mit der Überschrift „Roebling's Alligator for Florida Rescues“ in der Wissenschafts- und Wirtschaftssektion des Life Magazine. Rear Admiral Edward Kalbfus, Kommandant des Schlachtschiffgeschwaders der US-Pazifikflotte, wurde auf den reich illustrierten Bericht aufmerksam und sandte diesen an den Kommandanten des US Marine Corps General Thomas Holcomb in Washington D.C. Das US Marine Corps untersuchte zu dieser Zeit die Studien von Colonel Earl Ellis, der zwei Jahrzehnte zuvor die Grundlagen der modernen amphibischen Kriegführung entwickelt hatte. Da dieses Gefährt für die Umsetzung dieser Theorien ideal erschien, leitete Holcomb den Artikel an die Ausrüstungsbehörde der Marines in Quantico weiter, deren Chef, Brigadegeneral Frederick Bradman brieflich bei Roebling um nähere Informationen bat. Andere Büros reagierten skeptischer: Das „Komitee für Transport und Panzer“ teilte mit, dass der Alligator als „nicht passend für die Verwendungszwecke an Land“ erschien und von seiner Anschaffung abgeraten werde. Ähnlich sah es auch der „Ausschuss für Boote“; lediglich eine geringe Anzahl dieser Fahrzeuge könnte für Sicherungsaufgaben zu Wasser herangezogen werden. Beide Gremien waren sich einig, dass die zu schwache Panzerung und das unzulängliche Fahrwerk Probleme verursachen würden.

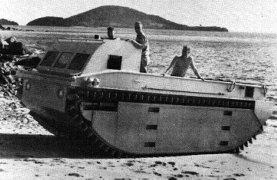
Ein Prototyp während der Testphase 1940

Roebling antwortete der Ausrüstungsbehörde, indem er einen sehr detaillierten Bericht seiner Konstruktion beifügte und darauf hinwies, dass der Alligator jederzeit besichtigt werden könne. Erste Tests in unterschiedlichem Gelände folgten, eine Finanzierungsanfrage an den Chief of Naval Operations wurde allerdings abschlägig beschieden. Admiral William Leahy waren die wertvollen Eigenschaften des Alligators zwar bewusst, doch die geforderten Gelder aus dem Budget für Landungsfahrzeuge waren bereits für die Entwicklung moderner Landungsboote der Marine verplant. Trotz dieser Enttäuschung setzte Donald Roebling den Umbau seines Alligators fort, um bei der nächsten Visite der Militärs den Vorstellungen entsprechen zu können. Im Januar 1939 sandte er Fotos und Zeichnungen über den Fortschritt der Umbauarbeiten an die Zuständigen des Marine Corps. Der Nachfolger Bradmans, General E. P. Moses, gab sich sehr beeindruckt, einem erneuten Finanzierungsgesuch wurde stattgegeben; Roebling erhielt 1940 den ersten Auftrag für einen militärischen Prototyp.

### Der Prototyp

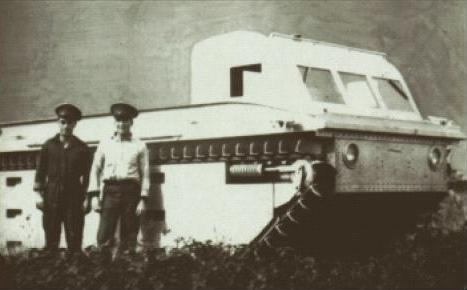
Sergeant Clarence H. Raper und Corporal Walter L. Gibson vor ihrem Alligator V, während FLEX No. 7, 1940/41

Am 18. Oktober beorderte der Marinestaatssekretär eine „Inspektions- und Testabteilung“ unter der Leitung von General Moses nach Florida, um den fertiggestellten Alligator V ausgiebig zu testen. Nach Abschluss der Inspektion wurde das Fahrzeug nach Quantico verfrachtet, wo es regelmäßig den Potomac River und Chopawamsic Creek befuhr. Auch eine Präsentation vor Journalisten, Kongressabgeordneten und hohen Militärs aus Army, Marine Corps und Navy verlief erfolgreich. Nach weiteren Leistungsüberprüfungen konnte das Marine Corps am 4. November 1940 seinen ersten wirklichen Amphibienpanzer in Dienst stellen. Im Dezember 1940 wurde der Alligator zur 1. US-Marineinfanteriebrigade nach Culebra beordert, wo er an der Fleet Exercise Number 7 (FLEX No. 7) teilnahm, der letzten Flottenübung dieser Art vor dem Eintritt der Vereinigten Staaten in den Zweiten Weltkrieg. Brigadekommandeur Holland M. Smith betraute Captain Victor Krulak (Vater des 31. Kommandeurs des US Marine Corps Charles C. Krulak) und seine Crew (Sergeant Clarence H. Raper und Corporal Walter L. Gibson) mit der Aufgabe, sich mit dem vielversprechenden Fahrzeug zu beschäftigen. Dies taten sie sehr ausführlich bei jeder Wetterlage und höchsten Wellengängen, sodass der Alligator den Praxistauglichkeitstest erfolgreich abschloss.

### Beginn der Serienproduktion
Die Truppenerprobung des Alligators wurde als großer Erfolg gewertet, und das Marineministerium bestellte am 22. Februar 1941 ein Baulos von 200 dieser Fahrzeuge im Wert von 3.300.000 Dollar. Dabei handelte es sich jedoch nicht um die aktuelle Version V des Alligators. Die Marine hatte zwei grundlegende Forderungen: Zum einen sollte es sich um eine reine Stahlkonstruktion handeln, da dies einen erheblich besseren Schutz vor feindlichem Beschuss sowie vor Korallenriffen böte, zum anderen sollte der Motor durch einen 146 PS starken Hercules WXLC-3 ausgetauscht werden.
Mit diesem Auftrag stand Roebling mit seinem Team vor der schweren Aufgabe, den Alligator so umzubauen, dass er den Anforderungen der Navy entsprach. Um die geforderte Anzahl von Fahrzeugen fertigen zu können, bedurfte es einer größeren Fabrik. Aus diesem Grund kontaktierte Roebling die im nahen Ort Dunedin beheimatete Food Machinery Corporation (FMC), einen Produzenten von Insektizid-Sprühpumpen. Der Kontakt zu dieser Firma bestand schon einige Jahre, da diese bereits etliche Teile der ursprünglichen „Alligatoren“ gefertigt hatte. In den kommenden Monaten arbeitete Roeblings Team eng mit den FMC-Ingenieuren rund um James M. Hait zusammen, um die Neukonstruktion in Stahlbauweise und die termingerechte Lieferung der 200 bestellten Exemplare zu garantieren.

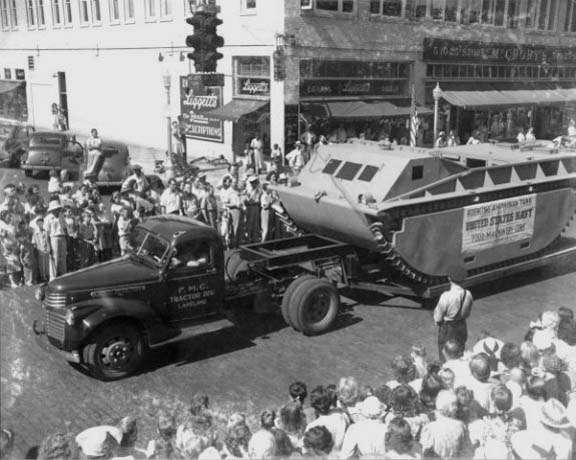
Ein aus der Produktion kommender LVT-1 während einer Parade in Lakeland, 1941

Mit einmonatiger Verspätung verließ im August 1941 der erste LVT-1 (Landing Vehicle Tracked, Model 1), so die neue Bezeichnung, die Montagehalle der FMC. Da die Lieferungen beträchtlich im Verzug und die Kapazitäten in Dunedin begrenzt waren, finanzierte das Department of the Navy weitere Fertigungsstraßen in Lakeland, Riverside und San José. Den lukrativen Bauauftrag für die Produktionsstätte in Lakeland erhielt eine von Donald Roeblings Baufirmen.
Als die ersten LVTs fertiggestellt wurden, hatte sich das Marine Corps bereits in Dunedin eingerichtet. Bereits am 2. Mai wurde die erste Amphibian Tractor School vor Ort errichtet. Dessen erstem Kommandeur, Major William W. Davies, unterstanden zu dieser Zeit bereits vier weitere Offiziere und 33 Marines. Im September lief die Fertigung auf vollen Touren, woraufhin das 1st Amphibian Tractor Battalion aufgestellt wurde. Mit dem US-amerikanischen Kriegseintritt in den Zweiten Weltkrieg bestellte das Department of the Navy mehr LVTs, so dass das Bataillon auf sechs Kompanien anwuchs: vier Einsatz-Kompanien mit insgesamt 400 LVT-1 sowie eine Stabs- und eine Wartungskompanie. Am 16. Februar 1942 wurde dieses Bataillon gemeinsam mit der aus der 1. Marinebrigade entstandenen 1. US-Marineinfanteriedivision in die Südsee verlegt, wo es im August die alliierte Offensive eröffnete. Zu diesem Zeitpunkt wurde in Camp Pendleton, Kalifornien, das 2nd Amphibian Tractor Battalion aufgestellt.

### Weiterentwicklung
Ursprünglich als reiner Transporter vorgesehen, stieß dieser erste amtrac in schwierigem Gelände aufgrund zu schwacher Panzerung sowie unzuverlässiger Federung und Panzerketten bald an seine Grenzen. Trotzdem erkannten die Marines das Potential von Roeblings Erfindung als Angriffsfahrzeug. Im Verlauf des Krieges wurden stark gepanzerte Versionen eingeführt, genauso wie amtanks genannte Abarten, die zur Kampfunterstützung mit Geschützen ausgerüstet wurden. Weitere entscheidende Neuerungen für die LVTs waren leistungsstärkere Motoren und eine verbesserte Federung, die zum größten Teil vom M3 Stuart übernommen wurde.
Nach dem Krieg entstandene Prototypen gelangten nicht mehr in die Serienfertigung.

### Produktionsumfang
Insgesamt wurden 18.621 LVTs in den unterschiedlichsten Varianten produziert.
Neben den Fabriken der Food Machinery Corp. in Dunedin und Lakeland, Riverside und San José waren später auch andere Unternehmen an der Produktion der LVTs beteiligt:
- BorgWarner Corporation in Kalamazoo, Michigan
- Ford Motor Company in Detroit, Michigan
- Graham-Paige Motors Corporation in Detroit, Michigan
- St. Louis Car Company in St. Louis, Missouri

## Varianten

### RoeblingsAlligator
Beim 1933 erfolgten Start des Projektes konzentrierten sich Donald Roebling und sein Entwicklungsstab auf zwei Hauptprobleme, die der Realisierung eines vielseitigen und widerstandsfähigen amphibischen Rettungsfahrzeuges im Wege standen:
1. Das Gewicht des Fahrzeuges sollte gering gehalten werden, um im Wasser möglichst wenig Auftrieb zu verlieren. Jedoch sollte die Konstruktion robust genug sein, um in rauem Gelände bestehen zu können.
2. Der Antrieb musste so ausgelegt werden, dass der „Rettungsauftrag“ nicht gefährdet wurde. Das heißt, er sollte einfach aufgebaut sein und wenig Platz in Anspruch nehmen.

Das Gewichtsproblem lösten die Entwickler mit Aluminium, einem für die damalige Zeit revolutionären Werkstoff. Dieses leichte und für die Aufgabe geeignet erscheinende Material war zwar schon seit fast 40 Jahren im Gebrauch, jedoch war die Verwendung im Fahrzeugbau eine technische Neuheit und somit ein Wagnis.

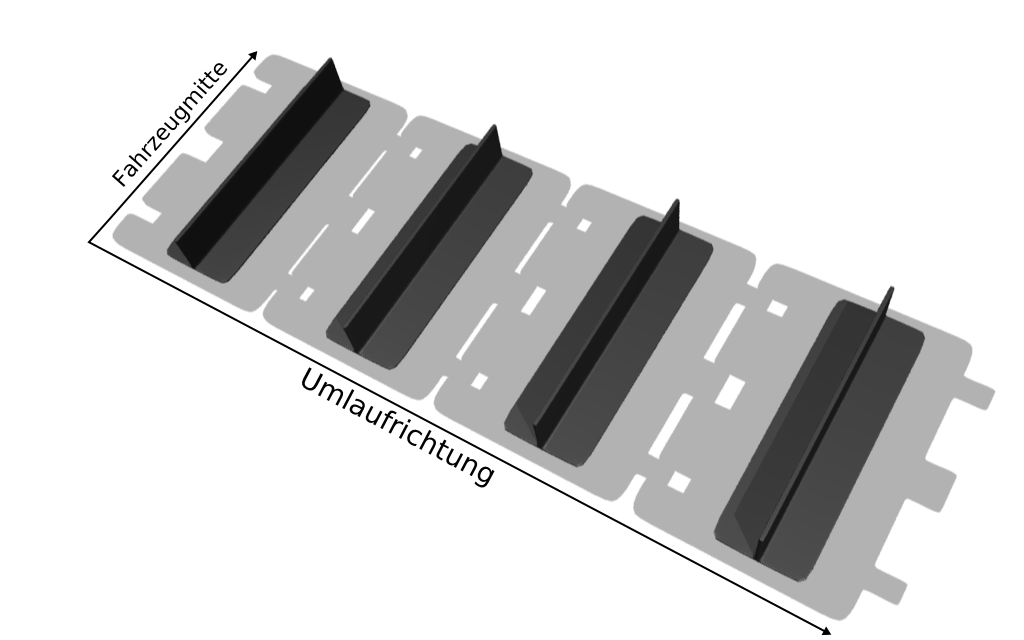
Anordnung der Paddelbleche auf den Gleisketten des Alligator I

Der Antrieb zu Wasser und zu Land stellte eine größere Herausforderung dar. Roebling wollte von Anfang an einen Doppelantrieb vermeiden, also Propeller für die Wasserfahrt und einen Rad- oder Kettenantrieb für die Landfahrt. Die Anforderung, einen einfach aufgebauten Antrieb zu bauen, der in beiden vorgesehenen Umgebungen funktioniert, stellte sich als großes Hindernis heraus. Die Lösung schaute sich Roebling vom Antrieb der alten Raddampfer auf dem Mississippi ab, der fast hundert Jahre vorher die Schifffahrt revolutioniert hatte: auf den beiden Gleisketten des Kettenantriebes montierte Winkelbleche (Paddelbleche; engl.: „paddle cleats“) arbeiteten im Wasser wie die Schaufelräder eines Raddampfers und an Land wie die Ketten eines herkömmlichen Raupenfahrzeugs.
Nachdem das Problem des Mischantriebes gelöst war, stellte sich die Frage, wie Aluminium am besten verarbeitet werden sollte. Die damals erhältlichen Metallwerkzeuge und Werkzeugmaschinen waren für die weichen Aluminiumbleche ungeeignet, ebenso die von der Stahlverarbeitung bekannten Schweiß- und Nietmethoden. Im Lauf der Zeit stellte sich heraus, dass holzverarbeitende Maschinen für die Aluminiumverarbeitung besser geeignet waren als jene für Metall. So leisteten Roeblings Mitarbeiter Pionierarbeit im Umgang mit Aluminium.

#### Alligator I,IIundIII

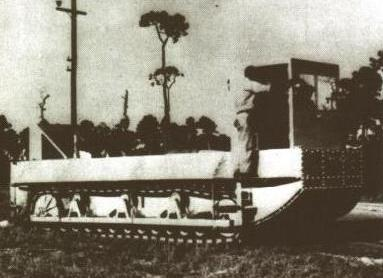
Alligator I während der Geländeerprobung, 1935

Der erste Prototyp, der Alligator I, war 7,3 m lang und 6,5 t schwer. Der Fahrer des Fahrzeuges saß in einem am Bug angebrachten einfachen Führerhaus, während die hinteren Sektionen flach gehalten waren. Der 92 PS starke Benzinmotor von Chrysler war im Heck eingebaut, wo auch das Antriebsrad der Gleiskette saß.
Mit der ersten Probefahrt des Alligator I im Frühjahr 1935 stellten sich einige Mängel an der Konstruktion heraus: der Prototyp erbrachte zwar an Land eine Höchstgeschwindigkeit von 40 km/h, jedoch nur 3,7 km/h im Wasser. Neben der Geschwindigkeit war auch die Manövrierfähigkeit zu Wasser mangelhaft, was unter anderem auf die senkrecht zur Laufrichtung der Kette angebrachten Winkelbleche zurückzuführen war. Die Paddelbleche und die Gleisketten brachen bereits nach wenigen Kilometern auf rauerem Terrain, weil sie zu dünn und aus zu schwachem Material gefertigt waren.
Obwohl der Alligator I aufgrund seiner Leistungen eine Enttäuschung war, bot Roebling ihn der Küstenwache der Vereinigten Staaten und dem US-amerikanischen Roten Kreuz zum Kauf an, doch wie zu erwarten war, blieben die Aufträge aus.

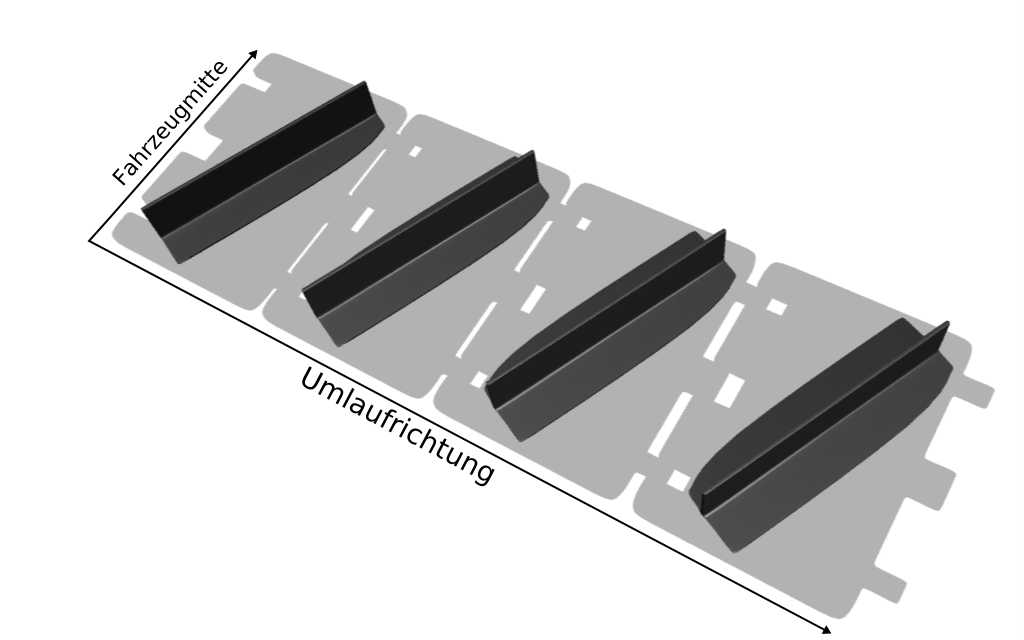
Die diagonal auf der Kette angebrachten Paddelbleche von Alligator II und Alligator III

Im April 1936 wurde auf den bisherigen Erfahrungen aufbauend der Alligator II fertiggestellt. Das knapp 6 t schwere Gefährt wurde mit einem 85 PS starken V8-Motor aus einem Ford-Automobil angetrieben. Die diagonal angeordneten Paddelbleche und der schwächere Motor reduzierten zwar die Landgeschwindigkeit auf 29 km/h, erhöhten aber die Fahrgeschwindigkeit im Wasser auf 8,8 km/h. Die verdrehten Bleche verbesserten auch die Stabilität und die Steuerung im Wasser.
Der im September 1936 getestete Alligator III war um 140 kg leichter als sein Vorgänger. Dennoch veränderten sich die Fahrleistungen des 5,8 t wiegenden Fahrzeuges geringer als erwartet. Gründe dafür vermutete Roebling in der ineffizienten Federung und der nur geringfügig verbesserten Antriebskette, die bei hohen Belastungen immer noch brach.

#### Alligator IV

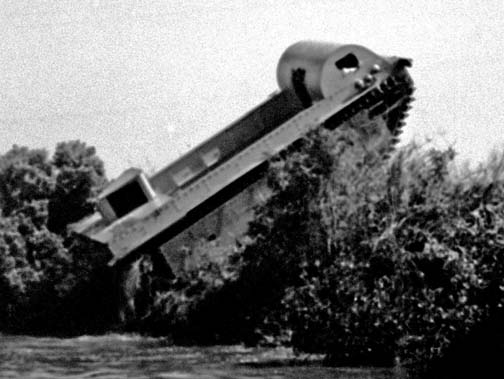
Der Alligator IV in Aktion

1937 vollendeten Roebling und sein Team den Alligator IV, der den Vorstellungen mehr entsprach als seine Vorgänger.
Die bedeutendste Änderung wurde an der Fahrwerksaufhängung durchgeführt. Bisher wurde ein elastisches Federungssystem in die Alligatoren eingebaut, wie es bei kettengetriebenen Panzerfahrzeugen eingesetzt wurde. Die Ingenieure sahen im davon hervorgerufenen Strömungswiderstand einen Grund für die niedrige Fahrgeschwindigkeit im Wasser. Stattdessen wurde die Kette nun in einem Führungskanal verlegt, so dass sie nur am vorne angebrachten Führungsrad und am hinten liegenden Antriebsrad außerhalb des Kanals verlief. Das Führungsrad übernahm die Funktion des Kettenspanners und konnte durch den Fahrer über einen Hydraulikzylinder verstellt werden, der zwecks Schockabsorption mit Schraubenfedern versehen war. Die Gleiskette wurde mit wasser- und staubdichten Wälzlagern versehen.

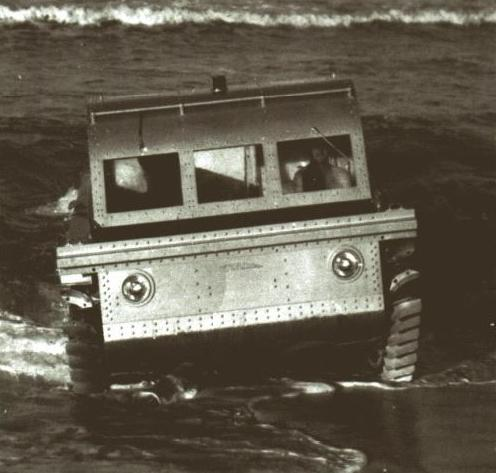
Der Alligator beim Übergang zwischen Wasser- und Landfahrt. Hier sind deutlich die gebogenen Paddelbleche zu erkennen.

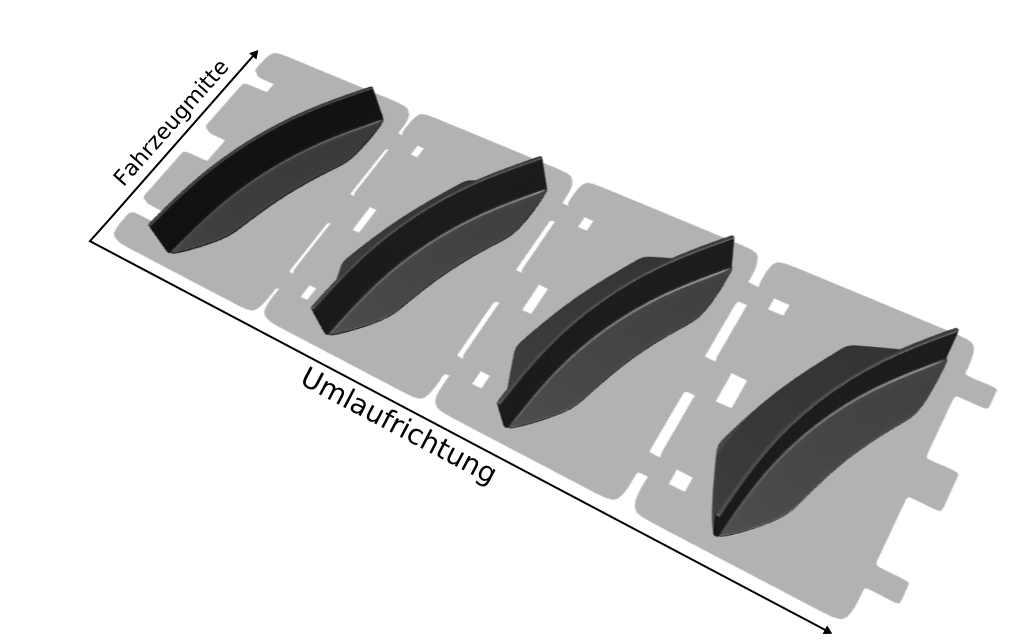
Die gebogenen Paddelbleche von Alligator IV, Alligator V und LVT-1

Das Kettenmaterial hatte eine Dehngrenze von 36 t. Um eine höhere Festigkeit zu erhalten, wurden die Paddelbleche aus Alcoa 24ST durch eine T-förmige Matrize stranggepresst. Die so hergestellten 10 cm breiten und hohen Profilstangen wurde auf einen Radius von 30 cm gebogen und mittels vier Bolzen oder Nieten auf die Gleiskette montiert. Dieses Antriebsprinzip für Kettenfahrzeuge im Wasser mittels gekurvter Winkelbleche, die diagonal auf der Kette montiert werden, ließ sich Donald Roebling 1938 patentieren. Wenige Jahre später, während des Zweiten Weltkrieges, überschrieb er sein Patent (No. ) aus patriotischen Motiven der Regierung der Vereinigten Staaten.
Der strömungsgünstige Fahrzeugrumpf wurde hauptsächlich aus Duraluminium-Blechplatten zusammengenietet. Nur die Bodenplatte wurde zur leichteren Wartung verschraubt. Das an der Fahrzeugfront angebrachte Führerhaus war 1,9 m breit sowie 1,7 m lang und hoch und bot Platz für drei Personen inklusive Fahrer. Die drei festen Frontfenster und die beiden schiebbaren Seitenfenster bestanden aus Plexiglas. Die rückwärts befindliche Tür schloss die Kabine wasserdicht zum Laderaum ab.
Das Fahrzeug wurde mit zwei Handhebeln gesteuert, die auf die Bremsen der beiden Ketten wirkten und durch zwei Pedale für Kupplung und Gas. Zur Richtungssteuerung wurde mit einem der Hebel eine Kette abgebremst, durch synchrone Betätigung beider Hebel konnte gebremst werden. Am Armaturenbrett des Fahrers befanden sich Tachometer, Kompass, Thermometer, Öldruck- und Batterieanzeige sowie Schalter für Zündung, Anlasser, Choke und die beiden Scheinwerfer.
Der hinter der Kabine befindliche Fracht- und Passagierraum maß 2,74×1,93×1 m³ und war für eine Nutzlast von 3,15 t ausgelegt. In dem 30 cm hohen Zwischenraum zwischen dem Boden des Frachtabteils und der Bodenplatte befanden sich zwei je 152 l fassenden Benzintanks sowie die Steuergestänge und Kabelstränge für die Fahrzeugsteuerung.
Der im Heck befindliche Maschinenraum maß 1,67×1,35×1,93 m³ und beherbergte den flüssigkeitsgekühlten Mercury V-8 Benzinmotor, der bei einer Drehzahl von 3600 min−1 eine Leistung von 95 PS erzeugte. Das 3-Gang-Schaltgetriebe mit zwei Vorwärtsgängen und einem Rückwärtsgang, ein Kegelradgetriebe mit Spiralverzahnung (Übersetzungsverhältnis 1:1), zwei Stirnradgetriebe mit Pfeilverzahnung (Übersetzung 7:1) und die dafür nötigen Kupplungen sorgten für die Kraftübertragung auf die Kettenantriebsräder. Die Getriebegehäuse wurden aus Gewichtsgründen aus Aluminium gegossen. Die beiden Trommelbremsen der Marke Packard 8 wurden hydraulisch betätigt.
Das Leergewicht des Alligator IV betrug 3,95 t, wodurch er um 2,5 t leichter als der Alligator I von 1935 war. Diese Gewichtsersparnis und der revolutionäre Antrieb ermöglichten eine Höchstgeschwindigkeit von 13,8 km/h auf dem Wasser und 29 km/h zu Lande.

#### Alligator V
Der im Oktober 1940 an das US Marine Corps gelieferte Alligator V war ein auf Major Kalufs Anregung hin verbesserter Alligator IV. Er gilt als die erste militärische Variante der bisherigen Alligator-Familie. Anstatt des Mercury-Motors wurde ein 120 PS starker Lincoln-Zephyr mit einem Standardgetriebe von Ford eingebaut. Das Gesamtgewicht wurde nochmals um 450 kg auf 3,4 t reduziert. Mit der gleichen Frachtkapazität, demselben Fahrwerk und der gleichen Gleiskette erreichte der Alligator V eine Höchstgeschwindigkeit von 47 km/h an Land und 16 km/h im Wasser. In einer zeitgenössischen Informationsbroschüre hieß es sogar:

“In the open sea, or when landing on a beach through the surf the Alligator is more seaworthy than a normal boat of comparable size. It will not sink, even with its 7,000 pound cargo compartment full of water; nor will it capsize in a dive into deep water off a six-foot seawall.”

„Egal ob auf hoher See oder beim Anlanden durch die schwere Brandung, der Alligator ist seetüchtiger als ein herkömmliches Boot in vergleichbarer Größe. Er wird nicht sinken, auch wenn sein 3,2 t tragendes Frachtabteil voller Wasser ist. Er wird auch nicht kentern, selbst wenn er von einem sechs Fuß (1,82 m) hohen Uferdamm ins Wasser abtaucht.“

### LVT-1Alligator

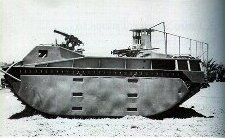
Seitenansicht des LVT-1

Der erste LVT-1 wurde im August 1941 von der Food Machinery Corp. fertiggestellt und erlebte 13 Monate später seine Feuertaufe in der Schlacht um Guadalcanal. Er war während des Kampfes um die Salomonen-Insel sowie bei der Befreiung des Tarawa- und Makin-Atolls im Zuge der Operation Galvanic im Einsatz. Bis 1943 wurden insgesamt 1225 Fahrzeuge dieses Typs gebaut. Hauptabnehmer waren das US Marine Corps mit 540 Stück und die US Army mit 485 Stück. Die restlichen 200 LVT-1 gingen im Zuge des Leih- und Pachtgesetzes an die Alliierten.
Technische Details:

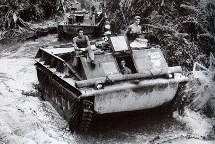
Ein amtrac des 3rd Amtrac Battalion der 3. US-Marineinfanteriedivision auf einer Insel der nördlichen Salomonen

- Chassis: Der aus den drei Sektionen Führerkabine, Fracht- und Motorabteil bestehende Rumpf war aus Stahlplatten mit Stärken zwischen 2 mm und 5 mm aufgebaut, die durch Lichtbogenschweißen verbunden wurden. Die vom Heck- zum Frontstoßdämpfer verlaufende Bodenplatte hatte eine Blechdicke von 4,7 mm, die Seitenwände 4 mm und der Führerstand 3 mm.[5]
- Federung: Die vom Alligator IV her bekannte steife Fahrwerkskonstruktion wurde beibehalten. Zusätzlich zu den auf jeder Gleiskette (Breite: ~260 mm, Gewicht: 295 kg) montierten Wälzlagern wurden Laufrollen angebracht, um die Kettenführung sicherer zu gestalten.
- Manövrierbarkeit: Das Kettenfahrzeug konnte schwimmend auf der Stelle wenden, indem die Umlaufrichtungen der beiden Ketten entgegengesetzt geschaltet wurden. Aufgrund des hohen Gewichtes versank dieser LVT ungefähr 10 cm in sandigen Untergrund, wobei der dadurch entstehende Bodendruck durchschnittlich 7,8 psi betrug. Obwohl er hervorragende Fahreigenschaften im Wasser und am Strand hatte, war der LVT-1 für weite Transportfahrten in das Landesinnere ungeeignet. Hinzu kam die äußerst aufwändige Wartung, die oft sogar täglich erfolgen musste.

### LVT-2Water Buffalo I

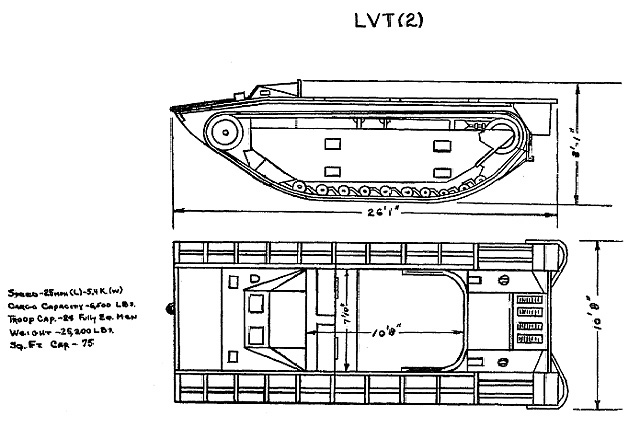
Grund- und Aufrissdarstellung des Water Buffalo I

Der Einsatz des LVT-1 wurde zum vollen Erfolg, obwohl Ingenieure von BorgWarner schon im Oktober 1941 erhebliche Mängel an Roeblings Konstruktion feststellten. Diese waren einerseits die starre Federung und andererseits die Kette selbst.
Weitere Missstände des Fahrzeuges stellte auch die US Army während einer vom 30. April bis 20. Juli 1942 laufenden Testphase am Aberdeen Proving Ground im US-Bundesstaat Maryland fest. In deren Untersuchungsbericht bemängelte man hauptsächlich die schlechten Fahrleistungen. So sei ein propellergetriebenes Wasserfahrzeug mit einem stromlinienförmigen Rumpf (→Higgin's Boat) mit derselben Verdrängung und Antriebsleistung um mehr als die Hälfte schneller als der LVT. Gründe dafür sah die Army im zu hohen Strömungswiderstand des Rumpfes und in der schwachen Antriebsleistung.
All diese Probleme bezog man ungeachtet der Verbesserungen auf Roeblings Alligator IV, von dem der LVT-1 abstammte. So beauftragte die US Navy neben der Food Machinery Corp., die bisher für die Fertigung des amtracs verantwortlich war, auch die Borg-Warner Corp. damit, einen leistungsfähigeren Nachfolger des LVT-1 zu entwickeln. Des Weiteren sah die Order auch eine stärker gepanzerte und bewaffnete Variante des LVT vor. Die von der Marine vorgegebenen Kriterien sahen eine Mindestgeschwindigkeit von 24 km/h an Land und 13 km/h im Wasser sowie ein Höchstgewicht von 12.250 kg vor.
BorgWarner verzichtete auf die Entwicklung eines reinen Transporters und konzentrierte seine Kräfte auf den Bau eines kampffähigen Schwimmpanzers (amtank), während sich FMC beides zum Ziel setzte. BorgWarner komplettierte sein Model A samt abgeschlossener Testphase nach nur sechs Monaten und schuf somit mit dem LVT(A)-1 den weltweit ersten modernen kampffähigen Schwimmpanzer.
FMC arbeitete eng mit Spezialisten der University of California und dem California Institute of Technology zusammen und konnte zu Jahresbeginn 1942 die ersten Entwürfe für den Transportpanzer vorlegen. Bei diesem Entwurf wurde im Gegensatz zum LVT-1 die Fahrerkabine näher zum Bug verlegt und mit zwei aus Plexiglas gefertigten Fenstern ausgerüstet. Die kritisierte Kinderkrankheiten des ersten amtracs wurden ebenfalls erheblich überarbeitet:
- Federung: Die bisher verwendete starre Fahrwerksfederung verursachte die im Vergleich zu anderen Kettenfahrzeugen langsamere Fahrtgeschwindigkeit und die begrenzte Geländetauglichkeit des Schwimmpanzers. Die auf dem Fahrwerk des Stuart-Panzers basierende Neuerung bestand aus elf auf Gummifedern montierten Fahrwerkswellen pro Seite mit aufvulkanisiertem Gummi. Ergänzend wurden zwischen dem Motor und der Federung vier Kardangelenke eingefügt, um das Fahrwerk vom Motor zu entkoppeln. Als Verbindung des Antriebszahnrades mit der Federung kamen flexible Kupplungen zum Einsatz, die ein geringes Maß an Rumpfdeformationen zuließen, ohne dass dabei die Fahrleistung oder die Kraftübertragungselemente beeinträchtigt wurden. Diese Neuerungen ermöglichten neben einer weicheren und stabileren Fahrt auch die Verbesserung der bemängelten Fahreigenschaften.

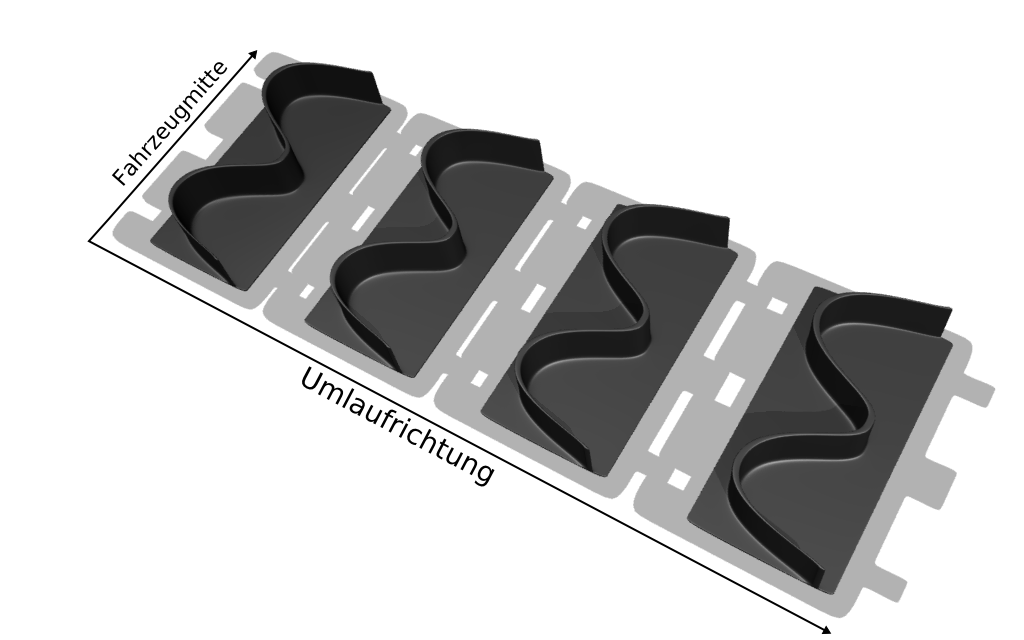
Die mit dem LVT-2 eingeführten W-förmigen Paddelbleche

- Kette: Die Stahlgliederkette wurde auf 362 mm verbreitert und besaß eine Teilung von 203 mm. Die Verbindungsbolzen der einzelnen Glieder besaßen eine Dauerschmierung und waren hermetisch abgedichtet, sodass weder Wasser noch Sand eindringen konnte, wodurch ein mögliches Blockieren ausgeschlossen werden konnte. Die Grundkontaktlänge belief sich auf 3,2 m. Eine erhöhte Kettenführung verhinderte den Auswurf der Kette bei hohen Geschwindigkeiten und bei Wendemanövern auf festen Untergrund. Einen größeren Vortrieb und eine weitaus bessere Geländegängigkeit erzielte man mit 73 W-förmigen Paddelblechen, die mit verstärkten Winkelblechen auf die Gleiskette genietet wurden. Der durch das Fahrzeuggewicht verursachte Bodendruck belief sich auf 8,6 psi.

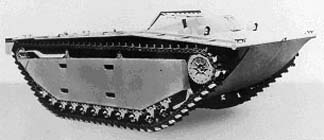
LVT-2 Water Buffalo

Die daraus resultierenden Fahreigenschaften bescheinigten ihm ein gutes Zeugnis. So hatte er eine Steigfähigkeit von max. 60 % und konnte 91 cm hohe Hindernisse sowie 1,5 m breite Gräben überwinden. Der LVT-2 besaß einen Wenderadius von 9 m an Land und 14,6 m zu Wasser und konnte selbst in bis zu 30 % geneigtem Gelände operieren, ohne die Balance zu verlieren.
Diese Modifikationen erfüllten die von der Navy gestellten Forderungen, wodurch der LVT-2 Water Buffalo I zum offiziellen Nachfolger des LVT-1 wurde.
Der Water Buffalo I wurde erstmals in der Schlacht um die Gilbert-Inseln eingesetzt, wo er das erste und einzige Mal gemeinsam mit seinem Vorgänger, dem LVT-1, operierte. Die von 1942 bis 1943 laufende Produktion brachte insgesamt 2963 solcher Fahrzeuge hervor. Die Fertigungsstätten waren neben den Fabriken der FMC auch jene der Graham-Paige Motors Corporation, Borg-Warner Corporation und der St. Louis Car Company. Das Marine Corps erhielt 1355, die Army 1408 und die Alliierten 200 Exemplare (britische Bezeichnung Buffalo II).

### LVT(A)-1

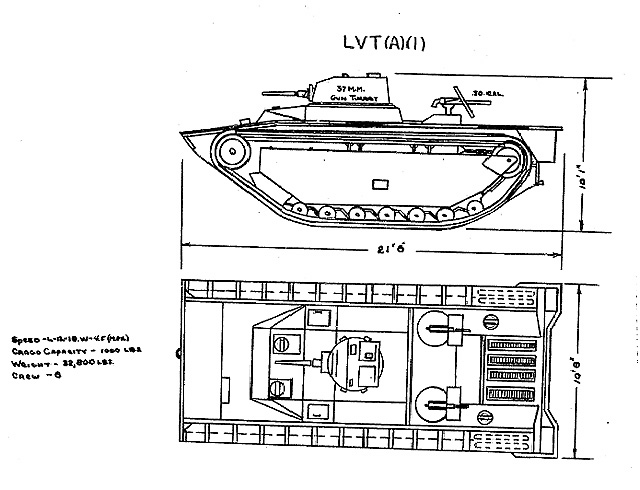
LVT(A)-1

Dieser Vorschlag der Food Machine Corp. lag dem LVT-2 sehr nahe. Ihm war lediglich eine verstärkte Panzerung und eine auf mehreren Maschinengewehren basierende Bewaffnung hinzugefügt worden.
Der von der BorgWarner Corp. konzipierte Model A war eine umfassende Überarbeitung von Roeblings Alligator V und des LVT-1: Die einzige Gemeinsamkeit zum LVT-1 waren die Paddelbleche. Die Laufrollen der Ketten wurden im Durchmesser vergrößert und im Boden der Seitenverkleidung eingebaut. Deren Lagerung erfolgte durch Timken-Rollenlager mit doppelten Neopren- und Lederdichtungen, die auf verchromten Wellen liefen. Größere Leerlaufrollen und Antriebszahnräder, die mit einer vollautomatischen Federung verbunden waren, erlaubten einen reibungslosen Übergang des Fahrzeugantriebes von Wasser auf festen Untergrund. Der Rumpf bestand aus überwiegend hoch zugfesten und korrosionsbeständigen Stahlblechen, die in gewellter Form höchsten Belastungen widerstehen konnten und aufgrund der dadurch entstandenen Gewichtsreduktion positiv zum Gesamtwerk beitrugen.
Als herausragende Eigenschaft des Model A galt seine Umwandlungsfähigkeit: Das Basisfahrzeug, ein 7,7 t schwerer und mit bis zu 2,3 t beladbarer Transportpanzer, konnte ohne weiteren Konstruktionsaufwand in einen ungefähr 10 t schweren Kampfpanzer umgebaut werden. Dabei galt die Verwendung des beim M3 Stuart eingesetzten Geschützturms als die eigentliche Innovation, die den Fertigungsaufwand reduzierte und dem Model A eine weitaus höhere Feuerkraft als dem FMC-Modell verlieh. Zusätzlich wurde vom Stuart die Gyrostabilisation der 37-mm-Kanone übernommen, die den Kreiseleffekt nutzt, um den Lauf in der vom Richtschützen angegebenen Position zu stabilisieren. Der Gyrostabilisator kompensierte die Bewegungen des Fahrzeugs, wodurch eine hohe Schussgenauigkeit auch bei voller Fahrt erzielt werden konnte.
Angetrieben wurde der Model A von einem Acht-Zylinder-Verbrennungsmotor, der eine Leistung von 141 PS erbrachte.

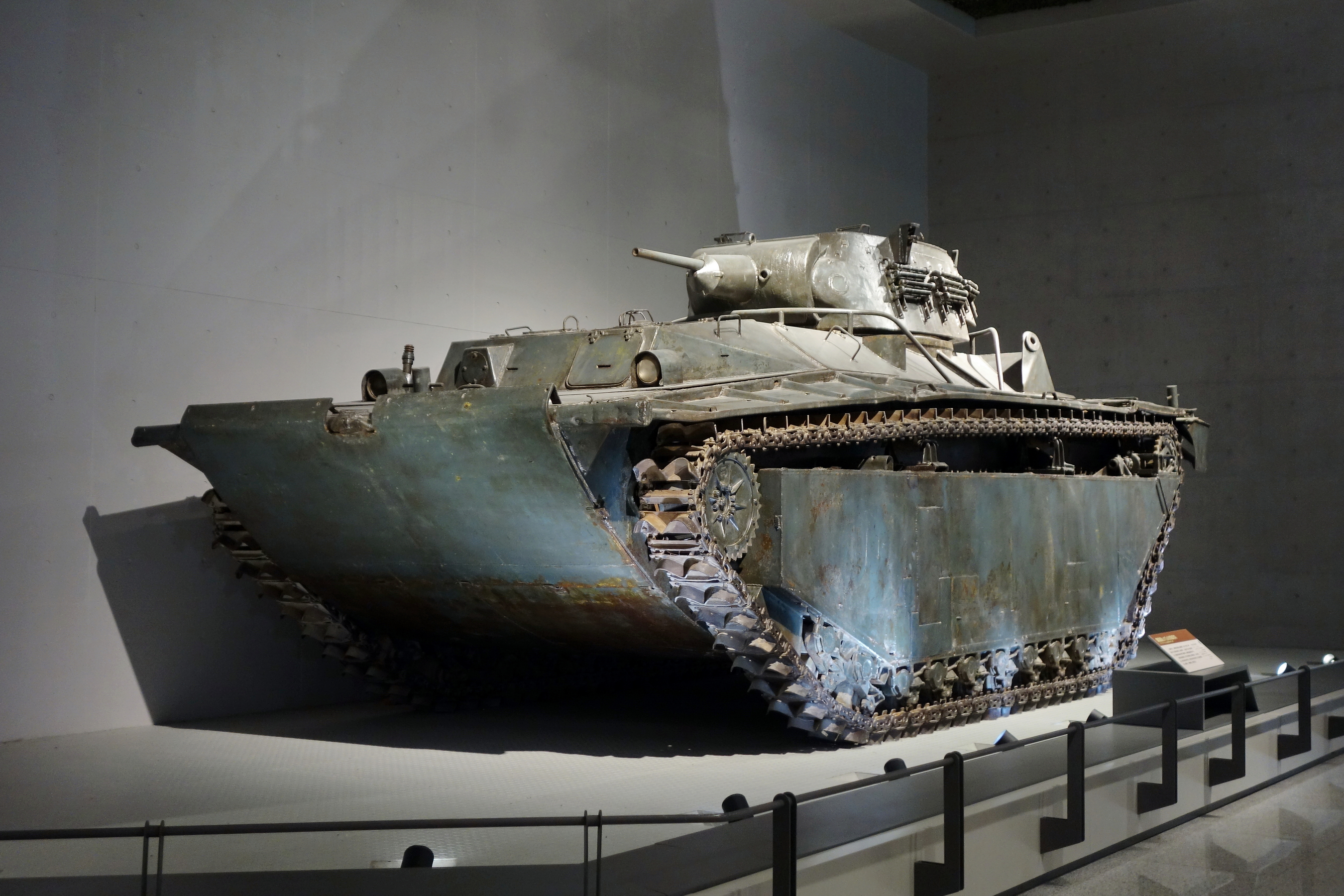
LVT(A)-1

Im näheren Vergleich zwischen den Prototypen von BorgWarner und FMC stellte sich der Model A als zu schwach heraus. Das Fahrwerk brachte nicht den gewünschten harmonischen Lauf und auch die Kette verursachte die gleichen Probleme wie beim LVT-1. Die Fahrgeschwindigkeiten waren im Wasser nahezu gleich, während der Model A mit seinen 27 km/h an Land nicht überragen konnte. Die Transporter-Variante von Borg-Warner konnte nur 2,3 t Fracht transportieren, die von FMC bis zu 7,7 t. Dagegen konnte Model A mit seiner Feuerkraft punkten.
Die Marine prüfte schließlich den Einbau der Model-A-Bewaffnung in den FMC-amtrac. Die Primärwaffe des LVT(A)-1 bestand aus einem um 360° drehbaren Geschützturm, der mit einer 37-mm-Kanone und einem koaxial angebrachten Maschinengewehr Kaliber 7,62 mm mit einem Höheneinstellbereich von +25° bis −10° bewaffnet war. Der Turm mit einem maximalen Außendurchmesser von 1,19 m besaß eine Drehgeschwindigkeit von 24° pro Sekunde und eine 51 mm dicke Frontpanzerung aus gewalztem Stahlblech. Die Seitenwände und die Rückwand des Turmes hatten eine Stärke von 12,7 mm, die Kappe 6,4 mm. Das Führerhaus wurde aus 6,4 und 12,7 mm, die Seitenwände aus 6,4 mm starken Stahlplatten zusammengeschweißt, während der Rumpfboden aus einer 5 mm dicken Baustahlplatte bestand. Die Fahreigenschaften dieser Variante unterschieden sich nur geringfügig von denen des LVT-2.
Dieser LVT(A)-1 („A“ für armored – „gepanzert“) genannte Schwimmpanzer ging im April 1943 in Produktion und wurde erstmals auf Kwajalein eingesetzt. Die bis 1944 laufende Fertigung brachte 510 Einheiten hervor, die ausschließlich von der Food Machine Corp. gebaut wurden. Das US Marine Corps erhielt 182 und die US Army 238 solcher amtanks.

### LVT(A)-2

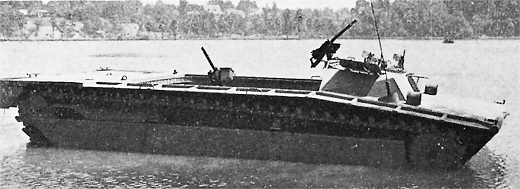
Ein LVT(A)-2 ohne Besatzung und Beladung während Schwimmtests. Die Ähnlichkeit zum LVT-2 ist klar erkennbar.

Die Schlacht um Tarawa stellte nicht nur für die Kriegsstrategen, sondern auch für die LVT-Entwicklung einen Wendepunkt dar. Das die 2. US-Marinedivision bei der Landung unterstützende „2. Amphibian Tractor Battalion“ verzeichnete am Ende des Kampfes nur 19 von anfangs 75 einsatzbereiten LVT-1 sowie 16 von ehemals 50 LVT-2. Die Verluste an Personal betrugen 323 gefallene, verwundete und vermisste Soldaten von ehemals 500, darunter auch deren Kommandeur. Anfänglich ging man davon aus, dass eine Vielzahl der materiellen Verluste aufgrund von Maschinenschäden zustande gekommen waren, wie sie vor allem beim LVT-1 häufig auftraten. Nähere Untersuchungen bestätigten diese These nicht, denn lediglich je vier LVT-1 und LVT-2 gingen aufgrund dieses Umstandes verloren, während die restlichen amtracs Artilleriebeschuss, Land- und Seeminen oder dem Korallenriff zum Opfer gefallen waren. Außerdem waren die meisten LVTs vor der Schlacht bereits bis zu 400 Stunden in Betrieb gewesen – bei einer vom Hersteller angegebenen durchschnittlichen Lebensdauer von 200 Stunden. Die größte Schwäche aller auf Tarawa eingesetzten amtracs war die kaum vorhandene Panzerung des Rumpfes und der Fahrerkabine. Die zwei neben dem Motor angebrachten Benzintanks explodierten bereits nach längerem Beschuss mit einem schweren Maschinengewehr oder durch ein Stück Schrapnell, das sich durch die Seitenwände gebohrt hatte.
So war eben die Forderung nach mehr Sicherheit durch eine verstärkte Panzerung das Hauptaugenmerk für den zukünftigen LVT(A)-2. Im Gegensatz zum ersten gepanzerten Amphibienfahrzeug LVT(A)-1 besaß diese Version keine Primärbewaffnung in Form eines Geschützturmes. Die Karosserie, Motorisierung und Bewaffnung wurde vom LVT-2 übernommen, sodass der (A)-2 dem Water Buffalo auf den ersten Blick sehr ähnlich sah. Einzig die Fahrerkabine stellte neben der zusätzlichen Panzerung den Unterschied dar. Anstatt der verwendeten Plexiglasfenster wurden Stahltüren eingebaut, die der Fahrer bei Beschuss schließen konnte. Um die Einsatzfähigkeit nicht zu beeinträchtigen, wurden zwei um 360° drehbare Periskope installiert.
Die Panzerung bestand aus 6,4 mm (Rumpf, Rückseite der Fahrerkabine) und 12,7 mm (Front) starken Panzerstahlplatten, die zusätzlich aufgeschweißt oder durch Bolzen befestigt wurden. Dadurch wurde die Transportkapazität um bis zu 1,1 t reduziert. Die ersten Kampfeinsätze auf Neubritannien zeigten jedoch, dass die dadurch beeinträchtigte verbleibende Frachtkapazität zu klein war, um effektiv eingesetzt zu werden. So wurde entschieden, die Panzerplatten nur bei Bedarf auf den Rumpf zu schrauben. Dies geschah hauptsächlich zu Kampfbeginn, wenn die ersten Sturmtruppen an den Strand gebracht wurden. Wenn der Strand nicht mehr unter feindlichem Beschuss stand, konnte der Selbstschutz entfernt werden, wodurch sich die Transportkapazität auf die des LVT-2 erhöhte. Dieses System der abnehmbaren Panzerung sollte neben dem Periskop auch bei allen zukünftigen amtrac- und amtank-Varianten eingesetzt werden. Der Einbau eines selbstabdichtenden Treibstofftanks der Goodrich Corporation stellte eine weitere wichtige Änderung dar, die auch bei allen anderen LVTs Verwendung fand.
Mit dem Beginn der Serienproduktion des LVT(A)-2 schuf der damalige SecNav Frank Knox am 30. Oktober 1943 das „Continued Board for the Development of the Landing Vehicle Tracked“. Dieser Ausschuss des Bureau of Ships befasste sich mit der Überwachung des gesamten LVT-Programmes. Als offizielle Beschwerdekommission war es somit für die „sinnvolle“ Weiterentwicklung dieser Amphibienfahrzeuge verantwortlich.
Der in den Jahren 1943 und 1944 produzierte Amphibienpanzer wurde insgesamt 450-mal gebaut, wovon 250 Stück vom US Marine Corps und 200 von der US Army betrieben wurden. Gefertigt wurde dieser amtank von der Food Machinery Corp. und der Ford Motor Company aus Detroit, US-Bundesstaat Michigan.

### LVT-4Water Buffalo II

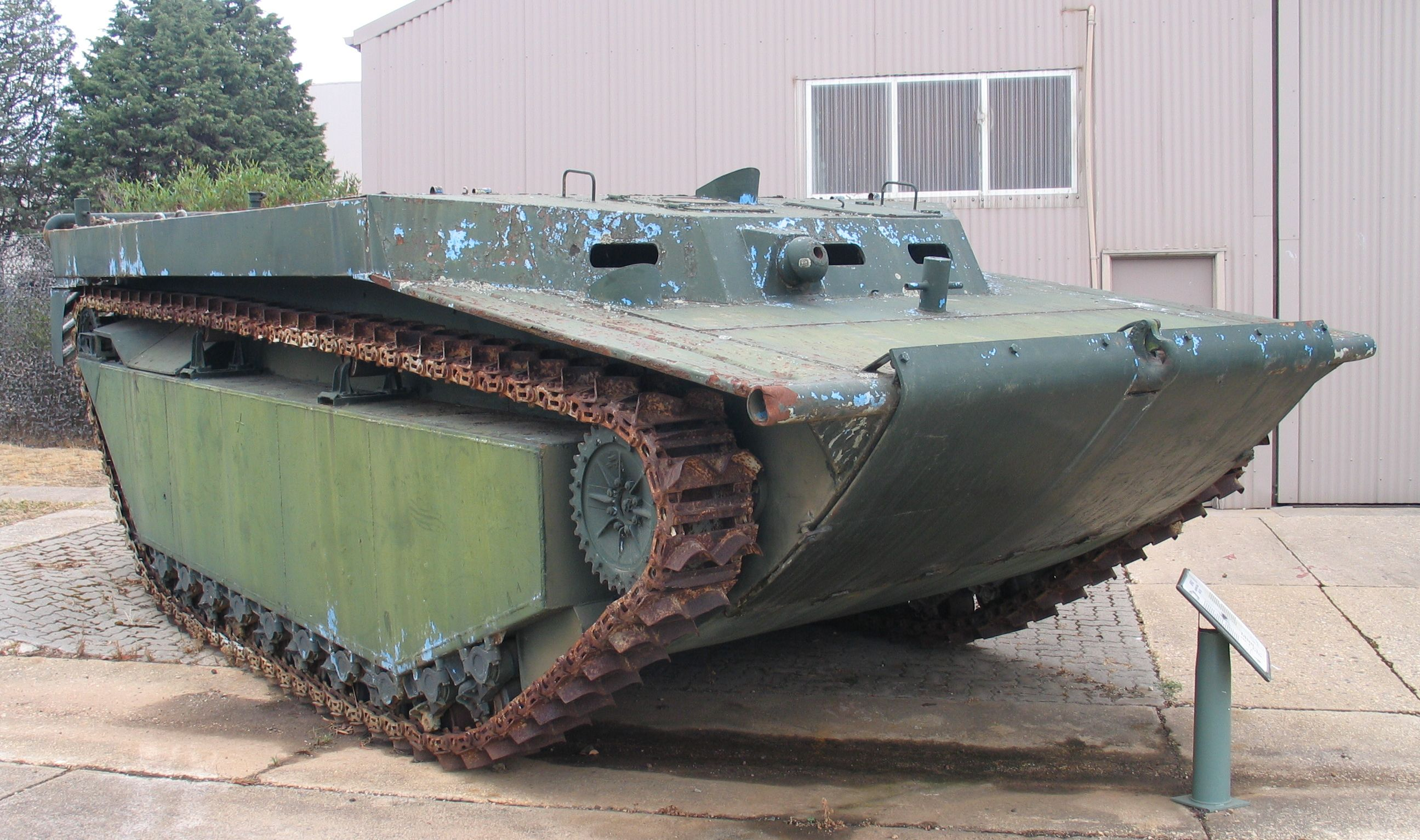
Ein erhaltener Water Buffalo II, ausgestellt im Royal Australian Armoured Corps Tank Museum, Puckapunyal, Australien

Der ausschließlich von der FMC konstruierte LVT-4 stellte eine Verbesserung des LVT-2 dar. Im Gegensatz zu diesem wurde der Motor hinter der Fahrerkabine installiert, wodurch der Frachtraum vergrößert und der Einbau einer dringlichst geforderten Heckrampe ermöglicht wurde. Die Laderampe wog samt den nötigen Verstärkungen des hinteren Rumpfes und der manuell bedienten Seilwinde zum Öffnen und Schließen der Rampe etwa 1,18 t. Dadurch sank die Fahrgeschwindigkeit des LVT-4 im Vergleich zu seinem Vorgänger auf festem Untergrund, während die Höchstgeschwindigkeit im Wasser annähernd gleich blieb. Trotz dieser zusätzlichen Belastung der Gesamtkonstruktion, die sich auf die gestiegene Gesamtmasse negativ niederschlug, konnte um bis zu 1,14 t mehr Ladegut transportiert werden. Der 2,4 × 3,8 m² (LVT-2: 2,4 × 3,3 m²) messende Frachtraumboden ermöglichte erstmals den Transport von kleinen Fahrzeugen wie des Willys Jeep und sogar einer 105-mm-Haubitze mit maximal erhöhter Mündung.

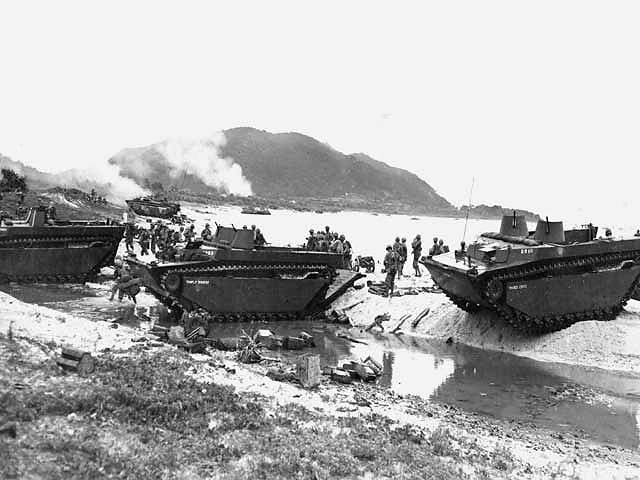
LVT-4-Panzer während der Invasion der Ryukyu-Insel Ibeya, nordwestlich von Okinawa, am 3. Juni 1945

Zusätzlich konnten auf Kosten der Transportkapazität separate Panzerungen angebaut werden. So reduzierte sich die Nutzlast um bis zu 1,36 t, wenn die Panzerfront mit 13 mm und die beiden Seiten mit 6,4 mm starken Stahlplatten nachgerüstet wurden. Die Fahrerkabine besaß zwei Glasfenster und zwei Dachluken, die mit Periskopen versehen waren. Deren Panzerung wurde hauptsächlich durch 13 mm starke Panzerstahlplatten gewährleistet.

Britische Soldaten des 5. Dorsetshire Regiments überqueren den Rhein mit einem Buffalo IV, 28. März 1945

Die Produktion begann im Dezember 1943, wodurch der LVT-4 zu spät für die Marshall-Insel-Kampagne kam, aber rechtzeitig für Operation Forager einsatzbereit wurde. Bis zum Ende der Fertigung noch vor dem Kriegsende 1945 verließen insgesamt 8351 LVT-4 die Werkshallen der Food Machinery Corp., Graham-Paige Motors Corp. und der St. Louis Car Company. Die US Army war mit 6083 Stück der Hauptabnehmer, gefolgt vom Marine Corps (1765) und den britischen Streitkräften (503). Der Buffalo IV genannte britische LVT-4 wurde anstatt des 12,7-mm-Maschinengewehrs mit einer Polsten-20-mm-Schnellfeuerkanone von Oerlikon ausgerüstet und kam vor allem bei der Schlacht an der Scheldemündung, Operation Plunder und an der Überquerung des italienischen Flusses Po zum Einsatz. Auf dem italienischen Kriegsschauplatz trug der LVT-4 zur Irreführung der Deutschen den Decknamen Fantail.

### LVT-3Bushmaster

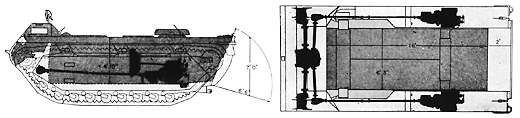
Detaillierte Zeichnung des LVT-3 Bushmaster. Hier ist vor allem die Motoranordnung und die weitere Kraftübertragung gut zu sehen

Zeitgleich zu FMC entwickelte auch die Borg-Warner Corp. einen Schwimmpanzer mit Heckrampe. Nach der Niederlage des Model A machte man sich verstärkt daran, einen leistungsfähigeren amphibischen Kettenpanzer zu entwickeln, der denen der konkurrierenden Food Machine Corp. überlegen sein sollte. Der in Anspielung an das Model A Model B genannte Prototyp wurde noch vor dem LVT-4 fertiggestellt und getestet.
Das Model B sollte sich von all seinen FMC-Vorgängern durch ein einziges Detail unterscheiden: die Motorisierung. Borg-Warner trieb seine zwei 300 mm breiten, mit einer 140-mm-Teilung versehenen Gleisketten mit je einem Motor an. Die zwei V8-Motoren aus dem Hause Cadillac wurden in den seitlichen Rumpfwänden eingebaut und entsprachen der Antriebsanordnung des M5-Panzers, dem verbesserten Nachfolger des M3 Stuart. Durch diese Innovation konnte der Frachtraum auf 5,1 m verlängert werden, musste jedoch auf eine Breite von 1,9 m verkleinert werden. Da jedoch die Fahrerkabine näher am Bug angeordnet wurde, konnte der Laderaum ab dem letzten Drittel auf 2,5 m verbreitert werden. Somit besaß Model B den größten Frachtraum aller bis zu diesem Zeitpunkt gebauten amtracs. Trotz dieses Vorteils maß der Bushmaster nur 7,5 m in der Länge, aber 3,4 m in der Breite und 3 m in die Höhe.
Eine erhebliche Erleichterung für den Fahrer stellte das eingebaute Automatikgetriebe dar. Dieses ebenfalls vom M5 stammende Getriebe zeichnete sich durch seine Zuverlässigkeit aus sowie durch das automatische Schalten eines niedrigeren Ganges beim Übergang von Wasser auf festen sandigen Grund, wo herkömmliche Schaltgetriebe oft aufgrund von Bedienungsfehlern versagten. Die Federung entsprach dem auf der Federung der Stuart-Panzer basierenden und mittlerweile erfolgreich im Kampf erprobten Prinzip. Der Vortrieb wurde durch 103 Paddelbleche im bewährten W-Design gewährleistet. Trotzdem konnte Model B die Landgeschwindigkeit seines unmittelbaren Konkurrenten, des LVT-4, nicht erreichen, was der später eingebauten 9,5-mm-Panzerung (Rumpf, Fahrerkabine, Motor und Tank) zuzuschreiben war, wodurch sich die mögliche Frachtkapazität um 1,3 t auf 4,1 t reduzierte.

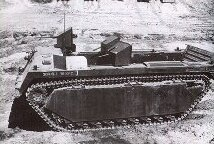
Ein Bushmaster mit voller Bewaffnung

Das Continuing Board for the Development of Landing Vehicle, Tracked gab im April 1944 seine Zustimmung für die Produktion des nunmehr LVT-3 genannten Modells. Der Bushmaster galt als erster LVT mit einer Heckrampe, die das Be- und vor allem das Entladen erheblich erleichtern sollte. Aufgrund von Fertigungsverzögerungen und langwährenden Schulungen der Panzerbesatzungen und -mechaniker konnte der LVT-3 erst im April 1945 – also erst ein Jahr nach Produktionsbeginn – an den Kämpfen des Zweiten Weltkrieges teilnehmen. Während der Schlacht um Okinawa bewährte sich das Modell derart, dass er noch lange nach Kriegsende zusammen mit dem LVT(A)-4 das Rückgrat des US Marine Corps bildete.
Insgesamt verließen zwischen 1943 und 1945 2.964 Bushmaster die Werkshallen der Borg-Warner Corporation und der Graham-Paige Motors Corporation. Das Marine Corps war mit 2262 Exemplaren Hauptnutzer des LVT-3, während die Army lediglich zwei Stück zu Testzwecken erhielt.

### LVT(A)-3
Der dritte amtank basierte sehr stark auf den LVT-4. Die Hauptbewaffnung sollte aus einer schweren Kanone größeren Kalibers bestehen, die jedoch nicht in einem drehbaren Geschützturm eingebaut werden sollte. Der (A)-3 kam nie über das Projektstadium hinaus.

### LVT(A)-4

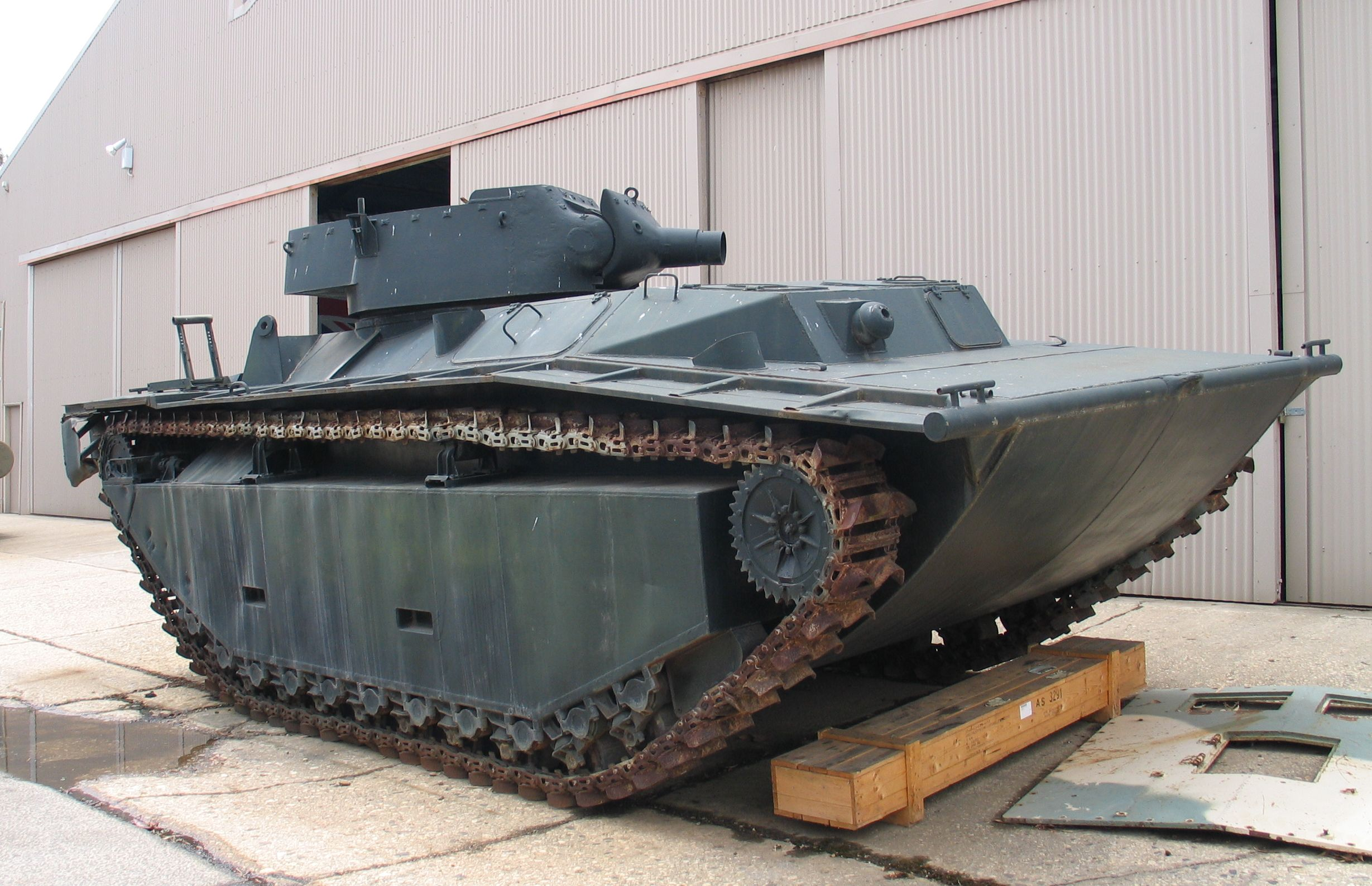
Ein LVT(A)-4, ausgestellt im Royal Australian Armoured Corps Tank Museum, Puckapunyal, Australien

Der LVT(A)-4 ähnelte in seiner Form wieder mehr dem LVT(A)-1, hatte jedoch seinem neuen Auftrag entsprechend statt der 37-mm-Kanone den Turm und die 75-mm-Haubitze des M8 Scott.
Dies hatte zwei Gründe: einerseits hatte sich die Panzerung der LVT(A) als zu schwach für den direkten Kampf an vorderster Front erwiesen, andererseits war die 37-mm-Kanone zwar gut zur Bekämpfung gepanzerter Fahrzeuge und nur leicht befestigter Stellungen geeignet, aber gegen die schweren japanischen Bunkeranlagen waren ihre Projektile nahezu wirkungslos. Sie entwickelten weder die nötige Durchschlagskraft noch genug Explosivwirkung, um die vor allem gegen Frontalbeschuss gut gepanzerten Bunker zu beschädigen.
Die Marines hatten jedoch in den Kämpfen um Tarawa, Roi-Namur und Eniwetok gute Erfahrungen mit 75-mm-Haubitzen gemacht. Die Haubitzen-Geschosse hatten zwar eine geringere Mündungsgeschwindigkeit, dafür aber eine hohe Sprengwirkung und trafen ihr Ziel wegen ihrer hohen bogenförmigen Flugbahn von oben, wo die Bunker schwächer gepanzert waren. Zusätzlich konnte man wegen der hohen Flugbahn über die eigenen Truppen hinweg- und auch auf Ziele außerhalb der direkten Sichtlinie schießen. Lediglich die um etwa 3 km geringere Geschossreichweite der Haubitze war als Nachteil zu werten.
Ein weiterer Unterschied zum Vorgänger (A)-1 war der Verzicht auf einen Kanonen-Stabilisator. Aufgrund der parabelförmigen Geschossflugbahn und des möglichen Höheneinstellbereiches von +40° bis −20° war der LVT(A)-4 wie die Selbstfahrlafette M8 zur Fernunterstützung vorgesehen, wodurch eine Stabilisation während voller Fahrt unnötig erschien.
Die Panzerung des LVT(A)-4 war der des (A)-1 ähnlich. Der Rumpf wurde hauptsächlich mit 12,7 mm (Führerkabine, Front), 6,3 mm (Rumpfseiten und -heck) und 5 mm (Bodenplatte) starken Stahlplatten verstärkt. Der Turm hatte einen maximalen Außendurchmesser von 1,38 m und eine Frontpanzerung von 38 mm. Rück- und Seitenwände wurden mit 25,4 mm starken Stahlplatten gesichert, während das Turmdach wie beim M8 und ähnlichen selbstfahrenden Artilleriehaubitzen offen blieb. Die ursprüngliche Sekundärbewaffnung aus einem am Turm platzierten 12,7-mm-MG wurde durch drei 7,7-mm-MGs ersetzt.
Der in den Jahren 1944 und 1945 ausschließlich bei FMC produzierte LVT(A)-4 erreichte eine Gesamtstückzahl von 1890 Einheiten. Die US Army erhielt 1307 und das US Marine Corps 533 Exemplare, während 50 im Zuge des Leih- und Pachtgesetzes an die anderen Alliierten gingen. Seine Feuertaufe erlebte der LVT(A)-4 gemeinsam mit dem LVT(A)-1 im Juni 1944 auf der Marianen-Insel Saipan. Spätere Einsätze erfolgten auf Tinian, Peleliu, Iwo Jima und Okinawa. Das Marine Corps ersetzte die Haubitze in geringen Stückzahlen auch durch Flammenwerfer oder Raketenwerfer.

## Zusammenfassung der technischen Daten

### Landing Vehicle Tracked
|                                     | LVT-1 Alligator                      | LVT-2 Water Buffalo I                            | LVT-4 Water Buffalo II                           | LVT-3 Bushmaster                                                   |
| ----------------------------------- | ------------------------------------ | ------------------------------------------------ | ------------------------------------------------ | ------------------------------------------------------------------ |
| Besatzung                           | Kommandant, Fahrer und MG-Schütze(n) | Kommandant, Fahrer und MG-Schütze(n)             | Kommandant, Fahrer und MG-Schütze(n)             | Kommandant, Fahrer und MG-Schütze(n)                               |
| Beladung                            | 24 Soldaten oder 2 t                 | 24 Soldaten oder 2,7 t                           | 30 Soldaten oder 4,1 t                           | 30 Soldaten oder 4,1 t                                             |
| Abmessungen                         |                                      |                                                  |                                                  |                                                                    |
| Länge [mm]                          | 6553                                 | 7950                                             | 7950                                             | 7468                                                               |
| Breite [mm]                         | 2997                                 | 3251                                             | 3251                                             | 3404                                                               |
| Höhe [mm]                           | 2997                                 | 2489                                             | 2489                                             | 3023                                                               |
| Bodenfreiheit [mm]                  | 482                                  | 482                                              | 457                                              | 482                                                                |
| Antrieb                             |                                      |                                                  |                                                  |                                                                    |
| Motor                               | Hercules WXLC-3                      | Continental W-670-9A                             | Continental W-670-9A                             | 2 × Cadillac Series 42                                             |
| * Zylinderanzahl                    | 6                                    | 7                                                | 7                                                | 2 × 8                                                              |
| * Bauform                           | Reihenmotor                          | Sternmotor                                       | Sternmotor                                       | 2 × V8-Motor (90º)                                                 |
| * Kühlungsart                       | Luft                                 | Luft                                             | Luft                                             | Wasser                                                             |
| * Treibstoff                        | Benzin                               | Benzin                                           | Benzin                                           | Benzin                                                             |
| * Leistung [PS (kW)] (Netto)        | 146 (107,5)                          | 250 (183,9) bei 2400 min−1                       | 250 (183,9) bei 2400 min−1                       | 2 × 110 (80,9) bei 3400 min−1                                      |
| * Drehmoment [Nm] (Netto)           | ?                                    | 792 bei 1800 min−1                               | 792 bei 1800 min−1                               | 662 bei 1200 min−1                                                 |
| Getriebe                            | Spicer                               | Schaltgetriebe (5 Vorwärts- und 1 Rückwärtsgang) | Schaltgetriebe (5 Vorwärts- und 1 Rückwärtsgang) | 2 × Hydramatic-Automatikgetriebe (4 Vorwärts- und 1 Rückwärtsgang) |
| Lenkung                             | Steuerhebel                          | steuerbares Lenkdifferential                     | steuerbares Lenkdifferential                     | steuerbares Lenkdifferential                                       |
| Tankinhalt [ L ]                    | 188                                  | 418                                              | 530                                              | 492                                                                |
| Gewicht                             |                                      |                                                  |                                                  |                                                                    |
| Verdrängung [t]                     | 7,7                                  | 11,6                                             | 10,6                                             | 12,7                                                               |
| Einsatzmasse [t]                    | 14,7                                 | 14                                               | 16,5                                             | 17,5                                                               |
| Fahrleistung                        |                                      |                                                  |                                                  |                                                                    |
| Höchstgeschwindigkeit Land [km/h]   | 19,3                                 | 32,2                                             | 32,2                                             | 27,4                                                               |
| max. Reichweite Land [km]           | 241                                  | 241                                              | 241                                              | 241                                                                |
| Höchstgeschwindigkeit Wasser [km/h] | 9,8                                  | 12                                               | 12                                               | 9,7                                                                |
| max. Reichweite Wasser [km]         | 96                                   | 80                                               | 120                                              | 120                                                                |
| Bewaffnung                          |                                      |                                                  |                                                  |                                                                    |
| primär                              | 2 × Browning M1919                   | 1 × Browning M2 3 × Browning M1919               | 2 × Browning M2 2 × Browning M1919               | 1 × Browning M2 2 × Browning M1919                                 |

### Landing Vehicle Tracked (Armored)
|                                     | LVT(A)-1                                                        | LVT(A)-2                                         | LVT(A)-4                                                        |
| ----------------------------------- | --------------------------------------------------------------- | ------------------------------------------------ | --------------------------------------------------------------- |
| Besatzung                           | Kommandant, Fahrer, Richtschütze, Ladeschütze und MG-Schütze(n) | Kommandant, Fahrer und MG-Schütze(n)             | Kommandant, Fahrer, Richtschütze, Ladeschütze und MG-Schütze(n) |
| Beladung                            | 431 kg                                                          | 2,25 t                                           | 431 kg                                                          |
| Abmessungen                         |                                                                 |                                                  |                                                                 |
| Länge [mm]                          | 7950                                                            | 7950                                             | 7950                                                            |
| Breite [mm]                         | 3251                                                            | 3251                                             | 3251                                                            |
| Höhe [mm]                           | 3073                                                            | 2489                                             | 3111                                                            |
| Bodenfreiheit [mm]                  | 457                                                             | 457                                              | 457                                                             |
| Antrieb                             |                                                                 |                                                  |                                                                 |
| Motor                               | Continental W-670-9A                                            | Continental W-670-9A                             | Continental W-670-9A                                            |
| * Zylinderanzahl                    | 7                                                               | 7                                                | 7                                                               |
| * Bauform                           | Sternmotor                                                      | Sternmotor                                       | Sternmotor                                                      |
| * Kühlungsart                       | Luft                                                            | Luft                                             | Luft                                                            |
| * Treibstoff                        | Benzin                                                          | Benzin                                           | Benzin                                                          |
| * Leistung [PS (kW)] (Netto)        | 250 (183,9) bei 2400 min−1                                      | 250 (183,9) bei 2400 min−1                       | 250 (183,9) bei 2400 min−1                                      |
| * Drehmoment [Nm] ;(Netto)          | 792 bei 1800                                                    | 792 bei 1800                                     | 792 bei 1800                                                    |
| Getriebe                            | Schaltgetriebe (5 Vorwärts- und 1 Rückwärtsgang)                | Schaltgetriebe (5 Vorwärts- und 1 Rückwärtsgang) | Schaltgetriebe (5 Vorwärts- und 1 Rückwärtsgang)                |
| Lenkung                             | steuerbares Lenkdifferential                                    | steuerbares Lenkdifferential                     | steuerbares Lenkdifferential                                    |
| Tankinhalt [L]                      | 401                                                             | 418                                              | 401                                                             |
| Gewicht                             |                                                                 |                                                  |                                                                 |
| Verdrängung [t]                     | 11,4                                                            | 12,5                                             | 17,2                                                            |
| Einsatzmasse [t]                    | 14,9                                                            | 14,9                                             | 18,1                                                            |
| Fahrleistung                        |                                                                 |                                                  |                                                                 |
| Höchstgeschwindigkeit Land [km/h]   | 40,2                                                            | 32,2                                             | 40,2                                                            |
| max. Reichweite Land [km]           | 201                                                             | 241                                              | 201                                                             |
| Höchstgeschwindigkeit Wasser [km/h] | 11,2                                                            | 12                                               | 11,2                                                            |
| max. Reichweite Wasser [km]         | 120                                                             | 80                                               | 120                                                             |
| Bewaffnung                          |                                                                 |                                                  |                                                                 |
| primär                              | 37-mm-Kanone M6 1 × Browning M1919 MG                           | 1 × Browning M2 3 × Browning M1919               | 75-mm-Haubitze M8                                               |
| sekundär                            | 2 × Browning M1919                                              | –                                                | 3 × Browning M1919 MG                                           |

## Nachkriegsentwicklung
Nach dem Ende des Zweiten Weltkriegs wurde die Produktion und die Entwicklung der Landing Vehicle Tracked eingestellt. Die US-Streitkräfte vereinheitlichten ihre amtrac- und amtank-Flotte, sodass lediglich der LVT-3 Bushmaster und der zum LVT(A)-5 verbesserte LVT(A)-4 das Rückgrat der amphibischen Landungsstreitmacht des US Marine Corps bildete.
Alle anderen Versionen wurden verkauft oder im Zuge der Aufbauhilfe an die Streitkräfte befreundeter Staaten verschenkt und verrichteten daraufhin noch teilweise Jahrzehnte ihren Dienst bei den Streitkräften Großbritanniens (auch als Ersatz für Terrapin Mk I), Spaniens, Brasiliens, der Niederlande und Frankreichs. Frankreich setzte seine LVT-4 und (A)-4 noch im Indochinakrieg und während der Sueskrise von 1956 ein. Bis zur Indienststellung der LVT-5-Familie im Jahre 1953, die die erste Neukonstruktion der LVT-Familie darstellte, blieb der LVT-3C neben dem (A)-5 in den Arsenalen des US Marine Corps.

### LVT-3C

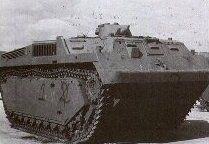
LVT-3C

Ab 1949 wurden etwa 1200 LVT-3 des Marine Corps am Long Beach Naval Shipyard auf den neuen LVT-3C-Standard („C“ steht für covered; deutsch: „überdacht“) gebracht. Dabei wurde ein aufklappbares und mit Ausstiegsluken versehenes Aluminium-„Dach“ über dem Frachtraum eingezogen, das Schutz vor brechenden Wellen und Granatsplittern bot. Die Bewaffnung bestand aus Maschinengewehren des Typs Browning M1919, die in einem gepanzerten und um 360° drehbaren Turm sowie neben dem Fahrer installiert wurden. Zusätzlich wurde die Panzerung verstärkt. Zur Steigerung des Auftriebs im Wasser musste der Bug erweitert werden, da diese Umbauten mit zusätzlichen 2,7 t negativ ins Gewicht fielen. Der LVT-3C wurde erfolgreich im Koreakrieg eingesetzt, wobei er hauptsächlich an Land eingesetzt wurde, da sich die amphibischen Landungsoperationen lediglich auf die Landung bei Incheon beschränkten. Im Gegensatz zu seinem Vorgänger erlitt der Großteil der LVT-3C-Flotte keine größeren Motorschäden, da die Maschinenwartungen innerhalb der vorgeschriebenen Intervalle durchgeführt werden konnten.

### LVT(A)-5
Der einzige Unterschied zu seinem Vorgänger stellte der Einbau einer Gyrostabilisation für das Geschütz dar, welche eine hohe Schussgenauigkeit während der Wasser- und Landfahrt erlaubte. Die Food Machinery Corp. baute ab April 1945 lediglich 292 Stück dieses Panzers, die jedoch im Pazifikkrieg nicht mehr zum Einsatz kamen. Nach der japanischen Kapitulation wurden die vom Kriegsschauplatz heimkehrenden LVT(A)-4 auf diesen neuen Standard umgerüstet oder an andere Staaten abgegeben.

## Folgegenerationen
Mit dem absehbaren Ende des Koreakrieges suchte das US Marine Corps nach einem vollständigen Ersatz ihrer LVT-Flotte, die seit dem Ende des Zweiten Weltkrieges auf den LVT-3C und LVT(A)-5 vereinheitlicht worden war. Schon 1951 wurde mit der Entwicklung der LVT-5-Generation begonnen. Neben den bisher bekannten Verwendungsarten als Truppentransport- oder Feuerunterstützungsfahrzeug wurden ab 1956 auch spezielle Kommando-, Pionier- und Flugabwehrmodelle in Dienst gestellt. Von dieser Familie wurden 1124 Exemplare gebaut, die hauptsächlich während des Vietnamkrieges zum Einsatz kamen.
Mit dem Ende des Vietnamkrieges wurde die zweite durch eine neuere Generation von amphibischen Landungsfahrzeugen ersetzt. Der LVT-7 wurde 1987 in Assault Amphibious Vehicle umbenannt, um den geänderten Anforderungen gerecht zu werden. Dieser ist nach mehreren Modernisierungsprogrammen noch heute im Dienst des US Marine Corps und wird hauptsächlich von den amphibischen Angriffsschiffen der Tarawa- und Wasp-Klasse aus eingesetzt. Aufgrund zahlreicher Verluste im Irakkrieg wurde als deren Nachfolger das Expeditionary Fighting Vehicle festgelegt. Fahrzeuge dieses Typs sollten ab 2015 offiziell in Dienst gestellt werden. Anfang Januar 2011 kündigte das US-Verteidigungsministerium an, das Projekt EFV aus Kostengründen zu streichen. Im Gegenzug sollen die bestehenden AAV7-Fahrzeuge modernisiert werden und zu einem noch nicht festgelegten zukünftigen Zeitpunkt eine günstigere Alternative angeschafft werden.
Trotz aller Veränderungen im Einsatzspektrum, der Namensgebung und am Landing Vehicle Tracked selbst tragen diese Fahrzeuge noch heute den Beinamen amtrac.